# Iván Salgado López
Iván Salgado López (* 29. Juni 1991 in Ourense) ist ein spanischer Schachspieler.
Im Jahr 2012 gewann er in Quito die offene iberoamerikanische Meisterschaft. Die spanische Einzelmeisterschaft konnte er zweimal gewinnen: 2013 und 2017. Er spielte für Spanien bei vier Schacholympiaden: 2010 bis 2016. Außerdem nahm er fünfmal an den europäischen Mannschaftsmeisterschaften (2009 bis 2017) teil.
Beim Schach-Weltpokal 2011 scheiterte er in der ersten Runde an Ernesto Inarkiew, ebenso beim Schach-Weltpokal 2017 an Baadur Dschobawa.
Im Mai 2015 gewann er in Madrid das erste Turnier im Neoclassical Chess.
In Deutschland spielte er in der Bundesliga für den SK Norderstedt (2012/13) und die SG Turm Kiel (2018/19 und 2019/21). In Ungarn hat er für Községi Sportegyesület Decs gespielt.
In Spanien hat er für CA Escuela Int. Kasparov-Marcote Mondariz, Sestao Naturgas Energia XT, Sestao Fundacion EDP und Club Ajedrez Solvay gespielt.
In Frankreich hat er für den Club de L’Echiquier Chalonnais (zwischen 2011 und 2016) gespielt.
| Hier fehlt eine Grafik, die leider im Moment aus technischen Gründen nicht angezeigt werden kann. Wir arbeiten daran! |